# Турне сборной Басконии по СССР 1937 года

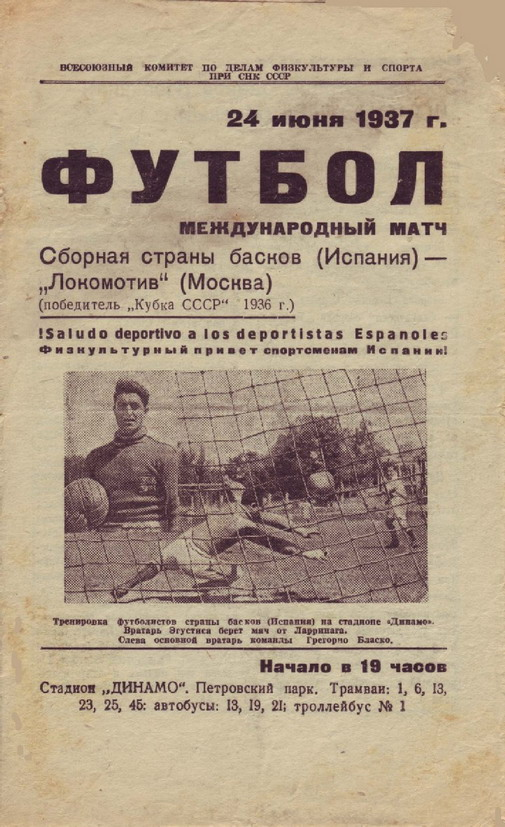
Анонс матча «Локомотив» Москва — сборная Басконии

Турне сборной Басконии по СССР 1937 года — серия из девяти футбольных матчей, сыгранных сборной Басконии с советскими командами летом 1937 года.

## Предыстория турне
Баскония — исторический регион и автономное сообщество на севере Испании. После победы Народного фронта на парламентских выборах в Кортесы в январе 1936 года был создан автономный район, названный Страной Басков. Однако уже в июле 1936 года консервативные силы подняли мятеж, переросший в гражданскую войну.
Страна Басков оказала ожесточённое сопротивление войскам генерала Франко. Среди защитников республики — тысячи спортсменов, в их числе футболисты национальной сборной Испании, участники чемпионата мира 1934 года: полузащитники Леонардо Силаурен, Хосе Мугерса, нападающие Хосе Ирарагорри, Луис Регейро, Исидро Лангара, Гильермо Горостиса.
Весной 1937 года корреспондент испанской газеты «Вечер» Аллегрия, заручившись поддержкой главы баскского правительства Хосе Антонио Агирре (бывший игрок клуба «Атлетик Бильбао»), организовал турне сборной Басконии по Европе. Поездке придавалось преимущественно политическое, агитационное и, только в последнюю очередь, спортивное значение. Собственно, футболисты выполняли следующее задание: заработать в Европе деньги для семей погибших воинов.
Состав делегации:
| Грегорио Бласко    | Атлетик Бильбао    | 175 см / 77 кг | 9 (-17) |
| Рафаэль Эгустиса   | Аренас             | 176 см / 80 кг | 0       |
| Защитники          |                    |                |         |
| Педро Аресо        | Барселона          | 171 см / 73 кг | 9 (0)   |
| Серафин Аэдо       | Бетис (Севилья)    | 174 см / 76 кг | 9 (0)   |
| Анхель Субьета     | Атлетик Бильбао    | 180 см / 81 кг | 6 (0)   |
| Полузащитники      |                    |                |         |
| Хосе Мугерса       | Атлетик Бильбао    | 178 см / 79 кг | 9 (0)   |
| Леонардо Силауррен | Атлетик Бильбао    | 175 см / 85 кг | 8 (1)   |
| Роберто Эчебарриа  | Атлетик Бильбао    | 174 см / 73 кг | 7 (1)   |
| Педро Регейро      | Реал Мадрид        | 171 см / 75 кг | 5 (1)   |
| Пабло Баркос       | Баракальдо         | 174 см / 77 кг | 2 (0)   |
| Нападающие         |                    |                |         |
| Исидро Лангара     | Реал Овьедо        | 176 см / 82 кг | 9 (17)  |
| Гильермо Горостиса | Атлетик Бильбао    | 170 см / 74 кг | 9 (3)   |
| Энрике Ларринага   | Расинг (Сантандер) | 172 см / 75 кг | 6 (3)   |
| Луис Регейро       | Реал Мадрид        | 172 см / 72 кг | 6 (3)   |
| Эмилио Алонсо      | Реал Мадрид        | 174 см / 71 кг | 6 (1)   |
| Хосе Ирарагорри    | Атлетик Бильбао    | 175 см / 80 кг | 2 (1)   |

Тренер: Педро Вальяна.

Массажист: Перико Бирикиньяга.

Спортивный журналист: М. Алегрия.

Руководитель делегации: Мануэль де ла Сота.

Всего 20 человек.
Европейское турне (Франция, 4 игры, 3 победы, в том числе против «Рэсинга» (Париж), 3:0, хет-трик Лангары, и 3:2, против «Олимпика» (Марсель), 5:2, и одна ничья — Чехословакия, 2 игры против сборной Праги (Чехословакии), 2:3 и ?:? (победа сборной Праги) — Польша, 2 матча, против сборной города Катовице, 4:3, и против сборной города Варшавы) прошло успешно. После игры со сборной Чехословакии секретарь Среднечешского футбольного объединения господин Србены сообщил 14 мая редакции «Красного спорта»: «Заветная мечта басков — побывать в СССР и встретиться со спортсменами Страны Советов». Спустя месяц, 11 июня, было опубликовано официальное сообщение о приглашении испанских футболистов в СССР:
Всесоюзный комитет по делам физкультуры и спорта пригласил в Советский Союз футбольную команду басков, совершающую сейчас поездку по Европе. Футбольная команда Страны Басков дала согласие на приезд в СССР…

## Прибытие
14 июня сборная Басконии находилась в Варшаве, а 15 июня уже прибыла в Минск, где её торжественно, с оркестром, цветами и речами, встречали. 16 июня, днём, поезд с футболистами прибыл в Москву. С советской стороны команду сопровождал начальник иностранного отдела Всесоюзного комитета физкультуры и спорта Марк Полляк.
В течение нескольких дней для гостей была организована обширная культурная программа: посещение стадиона «Локомотив», Большого театра и балета «Лебединое озеро», различные музеи и фабрики. 17 июня состоялась 1-я тренировка сборной Басконии на малом поле стадиона «Динамо». Тренировку сделали открытой, посетить её пригласили футболистов, тренеров, судей, журналистов. Вечером того же дня баски были гостями на центральном поле стадиона «Динамо», где проходил товарищеский матч «Спартак» (Москва) — «Динамо» (Ленинград). Более того, судьёй матча выступил тренер сборной Басконии Педро Вальяна.

## Матчи
Долгое время руководство советского физкультурного ведомства не могло определиться с командами, которые выступят против басков. Только 21 июня газета «Красный спорт» объявила, что 1-м соперником будет обладатель Кубка СССР 1936 — московский «Локомотив». 27 июня баскам предстояла встреча с первым советским чемпионом — «Динамо». Затем Ленинград — Киев — Тбилиси и, возможно, Минск. Так планировалось изначально.
Советские команды в это время находились без игровой практики, поскольку начало чемпионата СССР откладывалось на последние числа июля.

### «Локомотив» Москва — сборная Басконии
Для «Локомотива» это был первый международный матч в истории клуба. Ажиотаж вокруг первого матча был огромен — было подано около 1 млн заявок на билеты.
Матч проходил в ясную погоду, при температуре +29 °C. Игра началась в 19:00. На матче присутствовало около 90 тыс. зрителей (по заверениям прессы того времени). Хозяева выступали в красных футболках с белой продольной полосой, белых трусах и красно-чёрных гетрах. Гости — в сшитых специально для них в Москве светло-зелёных футболках, белых трусах и чёрных гетрах с красными отворотами. Первый тайм закончился со счётом 1:4. Баски нанесли в створ ворот 16 ударов, 8 ударов прошли мимо. Игроки «Локомотива» нанесли 5 ударов в створ ворот и 7 ударов прошли мимо. Во втором тайме баски сбавили обороты и ограничились только одним забитым мячом. Итог матча — 1:5.
После матча большинство советских специалистов восторженно отзывалось о стиле игры басков, отмечало технику, взаимодействие, расчётливость игроков. Также удивила предельная корректность басков — всего 2 штрафных в их сторону.
| «Локомотив» (Москва) | 1:5 | Сборная Басконии                           |
| -------------------- | --- | ------------------------------------------ |
| Теренков 17′         |     | Л. Регейро 3′, 29′, 69′ · Лангара 19′, 20′ |

| «Локомотив» (Москва) | Сборная Басконии |

| «Локомотив» (Москва): |  |                    |     |
|                       |  |                    |     |
| В                     |  | Валентин Гранаткин |     |
| З                     |  | Иван Андреев (к)   |     |
| З                     |  | Илья Гвоздков      |     |
| П                     |  | Николай Ильин      |     |
| П                     |  | Михаил Жуков       |     |
| П                     |  | Виталий Стрелков   |     |
| Н                     |  | Василий Сердюков   | 36' |
| Н                     |  | Алексей Соколов    |     |
| Н                     |  | Гайк Андриасов     |     |
| Н                     |  | Виктор Лавров      |     |
| Н                     |  | Пётр Теренков      |     |
| Запасной:             |  |                    |     |
| П                     |  | Виктор Новиков     | 36' |
| Главный тренер:       |  |                    |     |
| Жюль Лимбек           |  |                    |     |

| Сборная Басконии: |  |                    |     |
|                   |  |                    |     |
| В                 |  | Грегорио Бласко    |     |
| З                 |  | Педро Аресо        |     |
| З                 |  | Серафин Аэдо       |     |
| П                 |  | Леонардо Силауррен |     |
| П                 |  | Хосе Мугерса       |     |
| П                 |  | Роберто Эчебарриа  |     |
| Н                 |  | Гильермо Горостиса |     |
| Н                 |  | Луис Регейро (к)   |     |
| Н                 |  | Исидро Лангара     |     |
| Н                 |  | Энрике Ларринага   | 44' |
| Н                 |  | Эмилио Алонсо      |     |
| Запасной:         |  |                    |     |
| П                 |  | Педро Регейро      | 44' |
| Главный тренер:   |  |                    |     |
| Педро Вальяна     |  |                    |     |

Помощники главного судьи:

Владимир Васильев (Москва)

Николай Кауров (Москва)

### «Динамо» Москва — сборная Басконии
Вторая игра басков была запланирована с сильнейшей командой СССР — «Динамо» Москва. Для усиления команды был вызван в московское «Динамо» из ростовского вратарь Николай Боженко (основной вратарь Евгений Фокин был болен).
27 июня 1937 в 19:05 на стадионе «Динамо» начался второй матч. На стадионе собралось не менее 90 тыс. зрителей.
Против Лангары у динамовцев поручено было играть Льву Корчебокову, а против Луиса Регейро — Гавриилу Качалину. При этом динамовцы играли без центрального защитника. Первый тайм проходил при большом преимуществе советских футболистов, которые первыми открыли счёт в матче. К перерыву баски успели отыграться и выйти вперёд. Счёт первого тайма — 1:2. Второй тайм также проходил при преимуществе «Динамо», однако отыграться москвичи не смогли. Матч так и закончился — 1:2.
По мнению большинства очевидцев матча, из игры «Динамо» явно выпадал Михаил Якушин, чьи ошибки и нерасторопность приводили к срывам атак «Динамо». Сам Якушин в своих мемуарах признал, что матч он «провалил».
| «Динамо» (Москва) | 1:2 | Сборная Басконии            |
| ----------------- | --- | --------------------------- |
| Ильин 26′         |     | Лангара 41′ · Горостиса 44′ |

| «Динамо» (Москва) | Сборная Басконии |

| «Динамо» (Москва): |  |                    |
|                    |  |                    |
| В                  |  | Николай Боженко    |
| З                  |  | Лев Корчебоков     |
| З                  |  | Виктор Тетерин     |
| П                  |  | Аркадий Чернышёв   |
| П                  |  | Гавриил Качалин    |
| П                  |  | Алексей Лапшин     |
| Н                  |  | Сергей Ильин (к)   |
| П                  |  | Евгений Елисеев    |
| Н                  |  | Василий Смирнов    |
| Н                  |  | Михаил Якушин      |
| Н                  |  | Михаил Семичастный |
| Главный тренер:    |  |                    |
| Виктор Дубинин     |  |                    |

| Сборная Басконии: |  |                    |                 |
|                   |  |                    |                 |
| В                 |  | Грегорио Бласко    |                 |
| З                 |  | Аресо, Педро       |                 |
| З                 |  | Аэдо, Серафин      |                 |
| П                 |  | Леонардо Силауррен |                 |
| П                 |  | Хосе Мугуэрса      |                 |
| П                 |  | Роберто Эчебарриа  |                 |
| Н                 |  | Гильермо Горостиса |                 |
| Н                 |  | Луис Регейро (к)   |                 |
| Н                 |  | Исидро Лангара     |                 |
| Н                 |  | Педро Регейро      |                 |
| Н                 |  | Эмилио Алонсо      | Заменён         |
| Запасной:         |  |                    |                 |
| З                 |  | Анхель Субиета     | Вышел на замену |
| Главный тренер:   |  |                    |                 |
| Педро Вальяна     |  |                    |                 |

Помощники главного судьи:

Александр Богданов (Москва)

Михаил Сельцов (Москва)

### Сборная Ленинграда — сборная Басконии
На 30 июня была запланирована игра басков в Ленинграде. Однако партийное и ведомственное начальство города находилось в растерянности — кого ставить на матч, учитывая результаты первых игр в Москве. В итоге, ставка была сделана на сборную команду.
После двух контрольных матчей ленинградскими командами был сформирован состав сборной Ленинграда. Костяк команды составили игроки «Динамо». Из 12 человек, что сыграли против басков, семь динамовцев, трое из «Сталинца», один спартаковец и студент — вратарь Эвранов.
Баски прибыли в Ленинград 29 июня, где их торжественно встречали. Руководителем приёма на вокзале был Пётр Ежов. Спустя некоторое время басков разместили в гостинице «Астория», затем устроили утомительную многочасовую экскурсию. Ближе к ночи был организован банкет в ресторане. Из рассекреченных данных НКВД стало ясно, что все эти мероприятия были спланированной акцией.
Заявки на билеты на стадион имени Ленина, вмещающий 27 тыс. зрителей, подали 213 тысяч человек из Ленинграда и 5 тысяч из области.
Игра началась в 19:00. Радиорепортаж матча вёл тренер «Красной Зари» Михаил Окунь. Баски вышли на поле без трёх ведущих игроков — травмированного в Москве в матче с «Динамо» Алонсо, а также Ларринаги и Ирарагорри.
С начала игры преимущество было у ленинградцев, которые на 25-й минуте заработали пенальти. Однако удар Александра Фёдорова (по другим данным — Петра Быкова) пришёлся в перекладину. К перерыву сборная Ленинграда вела 2:0. Во втором тайме баски большими силами пошли вперёд, забили два мяча, имели огромное количество голевых моментов, но встреча так и закончилась — 2:2.
По мнению большинства журналистов довольно слабо провёл игру судья матча Николай Усов, допуская грубую игру со стороны ленинградцев.
| Сборная Ленинграда                         | 2:2 | Сборная Басконии             |
| ------------------------------------------ | --- | ---------------------------- |
| Сазонов 21′ · А. Фёдоров 25' · Кряжков 43′ |     | П. Регейро 61′ · Лангара 74′ |

| Сборная Ленинграда:                                                                    |  |                        |     |
|                                                                                        |  |                        |     |
| В                                                                                      |  | Илья Эвранов (Г)*      |     |
| З                                                                                      |  | Михаил Денисов (Д)     |     |
| З                                                                                      |  | Пётр Киселёв (Д)       |     |
| П                                                                                      |  | Александр Зябликов (С) |     |
| П                                                                                      |  | Борис Ивин (С), (к)    |     |
| П                                                                                      |  | Валентин Фёдоров (Д)   |     |
| Н                                                                                      |  | Константин Сазонов (С) |     |
| Н                                                                                      |  | Пётр Дементьев (Д)     |     |
| Н                                                                                      |  | Александр Кряжков (Д)  | 74' |
| Н                                                                                      |  | Александр Фёдоров (Д)  |     |
| Н                                                                                      |  | Пётр Быков (Д)         |     |
| Запасной:                                                                              |  |                        |     |
| Н                                                                                      |  | Валентин Шелагин (Г)   | 74' |
| Главный тренер:                                                                        |  |                        |     |
| Пётр Ежов * — клубная принадлежность игроков: Г — ГОЛИФК, Д — «Динамо», С — «Сталинец» |  |                        |     |

| Сборная Басконии: |  |                    |
|                   |  |                    |
| В                 |  | Грегорио Бласко    |
| З                 |  | Аресо, Педро       |
| З                 |  | Аэдо, Серафин      |
| П                 |  | Анхель Субиета     |
| П                 |  | Хосе Мугуэрса      |
| П                 |  | Роберто Эчебарриа  |
| Н                 |  | Педро Регейро      |
| П                 |  | Леонардо Силауррен |
| Н                 |  | Исидро Лангара     |
| Н                 |  | Луис Регейро (к)   |
| Н                 |  | Гильермо Горостиса |
| Главный тренер:   |  |                    |
| Педро Вальяна     |  |                    |

Помощники главного судьи:

Василий Бутусов (Ленинград)

Пётр Евдокимов (Ленинград)

### Сборная клубов «Динамо» — сборная Басконии
После матча в Ленинграде физкультурным ведомством было пересмотрено расписание игр. 1 июля газета «Красный спорт» напечатала сообщение, где уточнялось:
Ввиду большого интереса, проявленного населением г. Москвы к матчам с футболистами Басконии (Испания) — Всесоюзный комитет по делам физкультуры и спорта при СНК Союза ССР назначил 2 матча в Москве на 5 и 8 июля с. г.
Первую игру с командой басков будет играть усиленная команда «Динамо».
Вторую игру предполагается дать усиленной команде общества «Спартак».
Начало матчей в 7 час. вечера.
Советские футболисты приступили к усиленным тренировкам. К основе московского «Динамо» присоединились Пётр Дементьев, Валентин Фёдоров (оба — «Динамо» Ленинград), Александр Дорохов, Шота Шавгулидзе (оба — «Динамо» Тбилиси).
5 июля 1937, в присутствии 90 тыс. зрителей, при дожде состоялся матч. Игра в первом тайме началась с яростных атак басков. Уже к 20-й минуте они вели в счёте 3:0. К перерыву счёт поменялся с 4:0 на 4:3 в пользу басков. Во втором тайме на 55-й минуте динамовцы сравняли счет — 4:4. Но с 65-й по 75-ю минуты баски забили 3 мяча и в итоге выиграли 7:4.
По мнению советских футбольных специалистов, баски провели лучшую игру за время турне по СССР. У «Динамо», в свою очередь, не «попали в игру» все 4 приглашенных футболиста.
| Сборная команд «Динамо»                                   | 4:7 | Сборная Басконии                                                         |
| --------------------------------------------------------- | --- | ------------------------------------------------------------------------ |
| Дементьев 37′ · Смирнов 38′, 55′ (пен.) · Семичастный 44′ |     | Ларринага 3′, 25′ · Горостиса 20′ · Лангара 7′, 61′, 75′ · Эчебарриа 74′ |

| Сборная «Динамо» | Сборная Басконии |

| Сборная команд «Динамо»: |  |                    |     |
|                          |  |                    |     |
| В                        |  | Александр Дорохов  |     |
| З                        |  | Шота Шавгулидзе    |     |
| З                        |  | Лев Корчебоков     |     |
| П                        |  | Алексей Лапшин     |     |
| П                        |  | Гавриил Качалин    |     |
| П                        |  | Валентин Фёдоров   | 46' |
| Н                        |  | Михаил Семичастный |     |
| Н                        |  | Михаил Якушин      |     |
| Н                        |  | Василий Смирнов    |     |
| Н                        |  | Пётр Дементьев     |     |
| Н                        |  | Сергей Ильин       |     |
| Запасной:                |  |                    |     |
| П                        |  | Аркадий Чернышёв   | 46' |
| Главный тренер:          |  |                    |     |
| Виктор Дубинин           |  |                    |     |

| Сборная Басконии: |  |                    |
|                   |  |                    |
| В                 |  | Грегорио Бласко    |
| З                 |  | Аресо, Педро       |
| З                 |  | Аэдо, Серафин      |
| П                 |  | Леонардо Силауррен |
| П                 |  | Хосе Мугерса       |
| П                 |  | Роберто Эчебарриа  |
| Н                 |  | Гильермо Горостиса |
| Н                 |  | Луис Регейро (к)   |
| Н                 |  | Исидро Лангара     |
| Н                 |  | Хосе Ирарагорри    |
| Н                 |  | Энрике Ларринага   |
| Главный тренер:   |  |                    |
| Педро Вальяна     |  |                    |

### «Спартак» Москва — сборная Басконии
На усиление «Спартака» были направлены Константин Малинин (ЦДКА), Григорий Федотов («Металлург» Москва), Пётр Теренков («Локомотив»). Виктор Шиловский и Константин Щегоцкий (оба — «Динамо» Киев) присоединились к «Спартаку» после матча басков со сборной динамовских клубов.
На тренерском совете было решено перевести лидера «Спартака» Андрея Старостина с позиции центрального полузащитника в защиту для нейтрализации ведущего игрока гостей Лангары. Усиленный «Спартак» провел два контрольных матча, в которых легко обыграл команду Трудкоммуны № 1 — 6:0 и 4:0. Перед игрой с басками «спартаковцы» подверглись усиленному партийному давлению, смысл которого сводился к одному — они должны выиграть матч.
Игра началась 8 июля на стадионе «Динамо» с опозданием на 8 минут. Оказалось, что спартаковцы застряли в пробке. На игру команду «Спартак» решили доставить на четырёх огромных открытых «линкольнах», предоставленных директором автобазы «Интурист» Николаем Ивановым, в прошлом известным конькобежцем. По дороге старые покрышки начали лопаться, произошли задержки из-за смены колес, а одну машину пришлось оставить. При подъезде к стадиону «Динамо» автомобили угодили в пробку, орудовец по просьбе команды разрешил ехать по встречной полосе движения. Футболисты начали переодеваться в машинах. В 19:08 кортеж миновал Северные ворота Петровского парка; а у служебного подъезда им грозил кулаком комсомольский руководитель Косарев.
Первый тайм проходил в обоюдоострой равной борьбе. К перерыву счет был 2:2. Во втором тайме спартаковцы заиграли активнее и забили 4 мяча. Матч был выигран 6:2.
По мнению очевидцев, на ход матча повлияло некачественное судейство Космачева, который подсуживал «Спартаку» и назначил необоснованный пенальти. Необъективность судьи признал комитет физкультуры. Через несколько дней после игры в «Красном спорте» появилась небольшая заметка о дисквалификации Космачева в связи с неудовлетворительным судейством матча «Спартака» со сборной Басконии и выводе его из Всесоюзной судейской коллегии. По утверждению некоторых источников, из-за необъективного судейства матч омрачило скандальное событие — уход гостей с поля. Так, уточняется, что во втором тайме, после назначенного на 57 минуте в их ворота пенальти, баски покинули поле. Игра была прервана на 40 минут и только вмешательство Молотова позволило продолжить игру.
| «Спартак» (Москва)                                               | 6:2 | Сборная Басконии             |
| ---------------------------------------------------------------- | --- | ---------------------------- |
| Федотов 14′ · Степанов 31′, 67′, 87′ · Шиловский 57′ (пен.), 68′ |     | Лангара 27′ · Ирарагорри 40′ |

| «Спартак» (Москва) | Сборная Басконии |

| «Спартак» (Москва): |  |                         |     |                 |
|                     |  |                         |     |                 |
| В                   |  | Анатолий Акимов         |     |                 |
| З                   |  | Виктор Соколов          |     |                 |
| З                   |  | Андрей Старостин        |     |                 |
| П                   |  | Александр Старостин (к) | 46' |                 |
| П                   |  | Александр Михайлов      | 2'  |                 |
| П                   |  | Константин Малинин      |     |                 |
| Н                   |  | Виктор Шиловский        |     |                 |
| Н                   |  | Владимир Степанов       |     |                 |
| Н                   |  | Виктор Семёнов          | 46' |                 |
| Н                   |  | Константин Щегоцкий     |     |                 |
| Н                   |  | Григорий Федотов        |     |                 |
| Запасные:           |  |                         |     |                 |
| П                   |  | Станислав Леута         | 2'  |                 |
| П                   |  | Сергей Артемьев         | 46' | Заменён         |
| Н                   |  | Пётр Теренков           | 46' |                 |
| Н                   |  | Георгий Глазков         |     | Вышел на замену |
| Главный тренер:     |  |                         |     |                 |
| Константин Квашнин  |  |                         |     |                 |

| Сборная Басконии: |  |                    |
|                   |  |                    |
| В                 |  | Грегорио Бласко    |
| З                 |  | Аресо, Педро       |
| З                 |  | Аэдо, Серафин      |
| П                 |  | Леонардо Силауррен |
| П                 |  | Хосе Мугуэрса      |
| П                 |  | Роберто Эчебарриа  |
| Н                 |  | Гильермо Горостиса |
| Н                 |  | Луис Регейро (к)   |
| Н                 |  | Исидро Лангара     |
| Н                 |  | Хосе Ирарагорри    |
| П                 |  | Анхель Субиета     |
| Главный тренер:   |  |                    |
| Педро Вальяна     |  |                    |

### «Динамо» Киев — сборная Басконии
После матча со «Спартаком» баски отбыли в Киев, куда приехали 13 июля.
Киевские динамовцы усиленно тренировались перед игрой, а также успели провести контрольный матч с ростовским «Динамо» (3:3). На помощь в «Динамо» были вызваны Николай Табачковский («Динамо» Одесса), Илья Гвоздков («Локомотив» Москва), Василий Глазков («Динамо» Ростов-на-Дону). На матч с басками было продано (по разным данным) от 40 до 50 тыс. билетов.
Игра началась в 19:00. Баски играли в привычной бело-зелёной форме, хозяева — во всем белом с голубой поперечной полосой на футболках. Как отмечали журналисты, баски играли довольно слабо, но в их составе выделялся Лангара. Нападающий в итоге сделал хет-трик. В большинстве опасных моментов у своих ворот гостей выручал вратарь Грегорио Бласко. Матч сборная Басконии выиграла 3:1.
| «Динамо» (Киев) | 1:3 | Сборная Басконии     |
| --------------- | --- | -------------------- |
| Шиловский 43′   |     | Лангара 1′, 21′, 48′ |

| «Динамо» (Киев) | Сборная Басконии |

| «Динамо» (Киев):   |  |                         |                 |
|                    |  |                         |                 |
| В                  |  | Николай Трусевич        |                 |
| З                  |  | Василий Глазков         |                 |
| З                  |  | Илья Гвоздков           |                 |
| П                  |  | Иван Кузьменко          | Заменён         |
| П                  |  | Иосиф Лифшиц            |                 |
| П                  |  | Николай Табачковский    |                 |
| Н                  |  | Виктор Шиловский        |                 |
| Н                  |  | Пётр Лайко              | 65'             |
| Н                  |  | Константин Щегоцкий (к) |                 |
| Н                  |  | Павел Комаров           |                 |
| Н                  |  | Николай Махиня          |                 |
| Запасные:          |  |                         |                 |
| Н                  |  | Макар Гончаренко        | 65'             |
| П                  |  | Георгий Тимофеев        | Вышел на замену |
| Главный тренер:    |  |                         |                 |
| Михаил Товаровский |  |                         |                 |

| Сборная Басконии: |  |                    |
|                   |  |                    |
| В                 |  | Грегорио Бласко    |
| З                 |  | Аресо, Педро       |
| З                 |  | Аэдо, Серафин      |
| П                 |  | Анхель Субиета     |
| П                 |  | Хосе Мугуэрса      |
| П                 |  | Роберто Эчебарриа  |
| Н                 |  | Гильермо Горостиса |
| Н                 |  | Луис Регейро (к)   |
| Н                 |  | Исидро Лангара     |
| Н                 |  | Энрике Ларринага   |
| Н                 |  | Эмилио Алонсо      |
| Главный тренер:   |  |                    |
| Педро Вальяна     |  |                    |

### «Динамо» Тбилиси — сборная Басконии
После матча в Киеве баски должны были отправиться в Тбилиси. Им пришлось 4 суток добираться на поезде в душных вагонах по пути: Киев — Баку — Тбилиси. 21 июля баски приехали в Тбилиси. Грузины принимали басков как братьев в прямом смысле слова, так как в это время господствовала лингвистико-историческая теория Н. Я. Марра о «яфетических» родственных связях древних испанских иберов (басков) с грузинскими племенами.
22 июля баски провели открытую тренировку, на которую пришло множество зрителей, понимавших, что это единственный их шанс увидеть басков вживую. 24 июля в 18:00 начался матч на стадионе «Динамо» им. Берия. Баски выступали без одного из ведущих игроков — Луиса Регейро. Однако они сыграли собранно и уверенно, забили в каждом из таймов по мячу и в итоге выиграли 2:0.
| «Динамо» (Тбилиси) | 0:2 | Сборная Басконии                |
| ------------------ | --- | ------------------------------- |
|                    |     | Лангара 35′ · Минаев 89′ (авт.) |

| «Динамо» (Тбилиси): |  |                        |     |
|                     |  |                        |     |
| В                   |  | Александр Дорохов      |     |
| З                   |  | Шота Шавгулидзе (к)    |     |
| З                   |  | Георгий Чумбуридзе     |     |
| П                   |  | Владимир Джорбенадзе   |     |
| П                   |  | Михаил Минаев          |     |
| П                   |  | Григорий Гагуа         |     |
| Н                   |  | Тенгиз Гавашели        |     |
| Н                   |  | Михаил Бердзенишвили   |     |
| Н                   |  | Борис Пайчадзе         |     |
| Н                   |  | Луасарб Лоладзе        |     |
| Н                   |  | Михаил Асламазов       | 46' |
| Запасной:           |  |                        |     |
| Н                   |  | Владимир Бердзенишвили | 46' |
| Главный тренер:     |  |                        |     |
| Алексей Соколов     |  |                        |     |

| Сборная Басконии: |  |                    |     |
|                   |  |                    |     |
| В                 |  | Грегорио Бласко    |     |
| З                 |  | Пабло Баркос       | 21' |
| З                 |  | Аэдо, Серафин      |     |
| П                 |  | Леонардо Силауррен |     |
| П                 |  | Хосе Мугуэрса      |     |
| П                 |  | Роберто Эчебарриа  |     |
| Н                 |  | Гильермо Горостиса |     |
| Н                 |  | Педро Регейро      |     |
| Н                 |  | Исидро Лангара     |     |
| Н                 |  | Энрике Ларринага   |     |
| Н                 |  | Эмилио Алонсо      |     |
| Запасной:         |  |                    |     |
| З                 |  | Аресо, Педро       | 21' |
| Главный тренер:   |  |                    |     |
| Педро Вальяна     |  |                    |     |

### Сборная Грузии — сборная Басконии
После матча с «Динамо» (Тбилиси) гостям было предложено провести ещё одну, повторную игру. После разрешения из Москвы 27 июля партийной газетой «Заря Востока» было объявлено, что повторный матч назначен на 30 июля.
За эти дни грузинское руководство провело для басков огромное количество мероприятий: бесчисленные экскурсии, встречи на предприятиях с трудящимися, посещение филармонии, театров, поездка в древнюю столицу Грузии — Мцхету. Травмированных Луиса Регейро и Ирарагорри грузины отправили на лечение в курортное место Боржоми.
Однако команды успевали и тренироваться — сборная Басконии в Тбилиси, а грузинская команда — в Кикетах. В повторном матче баскам должна была противостоять уже сборная Грузии, основу которой составляли динамовцы из Тбилиси. Из 16 участников повторной встречи только Вачнадзе (за семь минут до конца он сменил травмированного Пайчадзе) числился студентом Грузинского политехнического института. Грузины возлагали надежды, что в повторной игре им удастся преодолеть сопротивление басков, и усиленно готовились тактически (насколько могли).
Игра началась в 18:30. На матч грузинская команда вышла в красных майках. В первом тайме баски играли активно, и не дали шансов хозяевам. Счет первого тайма — 0:3. Во втором тайме грузины сумели отыграть один мяч с пенальти, но большее им сделать баски не позволили. Итог матча — 1:3.
После матча баски поблагодарили грузинское руководство и народ за искреннюю радушную встречу и отправились в автобусах по Военно-Грузинской дороге в Орджоникидзе. Планов играть у басков больше не было, однако ещё одну игру они провели.
| Сборная Грузии      | 1:3 | Сборная Басконии            |
| ------------------- | --- | --------------------------- |
| Пайчадзе 51′ (пен.) |     | Лангара 5′, 26′ · Алонсо 6′ |

| Сборная Грузии: |  |                        |     |
|                 |  |                        |     |
| В               |  | Александр Дорохов      |     |
| З               |  | Шота Шавгулидзе        |     |
| З               |  | Георгий Чумбуридзе     |     |
| П               |  | Владимир Джорбенадзе   |     |
| П               |  | Михаил Минаев          |     |
| П               |  | Григорий Гагуа         | 46' |
| Н               |  | Тенгиз Гавашели        |     |
| Н               |  | Михаил Бердзенишвили   | 32' |
| Н               |  | Борис Пайчадзе         | 83' |
| Н               |  | Владимир Бердзенишвили | 46' |
| Н               |  | Гайоз Джеджелава       | 46' |
| Запасные:       |  |                        |     |
| Н               |  | Луасарб Лоладзе        | 32' |
| П               |  | Николай Аникин         | 46' |
| Н               |  | Михаил Асламазов       | 46' |
| Н               |  | Георгий Апридонидзе    | 46' |
| Н               |  | Вачнадзе               | 83' |
| Главный тренер: |  |                        |     |
| Алексей Соколов |  |                        |     |

| Сборная Басконии: |  |                        |     |
|                   |  |                        |     |
| В                 |  | Грегорио Бласко        |     |
| З                 |  | Аресо, Педро           |     |
| З                 |  | Аэдо, Серафин          |     |
| П                 |  | Леонардо Силауррен     | 62' |
| П                 |  | Хосе Мугуэрса          |     |
| П                 |  | Анхель Субиета         |     |
| Н                 |  | Гильермо Горостиса (к) |     |
| Н                 |  | Педро Регейро          |     |
| Н                 |  | Исидро Лангара         |     |
| Н                 |  | Энрике Ларринага       |     |
| Н                 |  | Эмилио Алонсо          |     |
| Запасной:         |  |                        |     |
| П                 |  | Пабло Баркос           | 62' |
| Главный тренер:   |  |                        |     |
| Педро Вальяна     |  |                        |     |

### Сборная Минска — сборная Басконии
Последняя игра состоялась 8 августа в Минске, на стадионе «Динамо». Количество посадочных мест перед матчем было увеличено с 8900 до 12422.
Сборная Минска состояла преимущественно из игроков местного «Динамо». На момент игры минские динамовцы не относились к элите советского футбола. В 1937 они заняли 9-е место (из 11) в последней группе — «Д», или 47-е (из 49) в общем зачете. Команду перед игрой с басками усилили москвичи: Кудрявцев («Металлург»), Овсеенко («Пищевик»), Леонид Румянцев («Спартак»), Леонов, Константин Лясковский (оба — ЦДКА). Матч, как и ожидалось, прошёл при полном преимуществе басков по игре. Минчане проиграли 1:6.
| Сборная Минска | 1:6 | Сборная Басконии                                                             |
| -------------- | --- | ---------------------------------------------------------------------------- |
| Лахонин 5′     |     | Лангара 13′, 59′ (пен.), 70′ · Силауррен 30′ · Горостиса 52′ · Ларринага 72′ |

| Сборная Минска: |  |                       |
|                 |  |                       |
| В               |  | Сергей Леонов         |
| З               |  | Константин Лясковский |
| З               |  | Михаил Еременко       |
| П               |  | Михаил Львов          |
| П               |  | Павел Кудрявцев       |
| П               |  | Николай Зиновьев      |
| Н               |  | Роман Овсеенко        |
| Н               |  | Василий Панфилов      |
| Н               |  | Леонид Румянцев       |
| Н               |  | Владимир Гусев (к)    |
| Н               |  | Виктор Лахонин        |
| Главный тренер: |  |                       |
| ?               |  |                       |

| Сборная Басконии: |  |                        |
|                   |  |                        |
| В                 |  | Грегорио Бласко        |
| З                 |  | Аресо, Педро           |
| З                 |  | Аэдо, Серафин          |
| П                 |  | Леонардо Силауррен     |
| П                 |  | Хосе Мугуэрса          |
| П                 |  | Анхель Субиета         |
| Н                 |  | Гильермо Горостиса (к) |
| Н                 |  | Педро Регейро          |
| Н                 |  | Исидро Лангара         |
| Н                 |  | Энрике Ларринага       |
| Н                 |  | Эмилио Алонсо          |
| Главный тренер:   |  |                        |
| Педро Вальяна     |  |                        |

## Завершение турне
После матча в Минске баски вернулись в Москву — с командой должны были рассчитаться. В течение нескольких дней августа руководителю баскской делегации было выделено 100 тыс. французских франков и разрешение на вывоз денег из СССР.
Баски намеревались вернуться в Париж. Приехали они туда окружным путём — через Скандинавию, где баски получили возможность заработать ещё средств. Дважды были обыграны в Осло команды рабочего спортивного союза (АИФ, 3:1, авторы мячей - Лангара, Алонсо, Горостиса, и 3:2) в Копенгагене была разгромлена команда рабочего спортивного союза Дании — 11:1.
По приезде в Париж в команде случилась одна неприятность — поддался уговорам со стороны франкистов и уехал в Бильбао правый крайний Горостиса. Спустя некоторое время он приехал в команду в качестве эмиссара Франко, но переманить на сторону Франко удалось только массажиста.
Из Парижа баски отправились в Мексику, успев «дозаявить» вместо выбывшего Горостисы трёх футболистов — Агирре, Агирресабалу и Уркиолу. Там они проводили игры под названием «Депортиво Эускади» с клубами и сборной Мексики (2 матча, завершившихся со счетом 5:1 и 2:1 в пользу басков). Общий итог мексиканского турне — 17 побед, 1 ничья и 0 поражений.
Последним местом многомесячных скитаний по Европе и Америке стала Куба. Домой баски так и не вернулись, завершив спортивную карьеру в мексиканских и аргентинских клубах.

## Значение турне
Игры с басками имели огромное влияние на развитие футбола в СССР. Ведущие клубы в ближайшие годы сменили тактику и перестроили игру всех линий. Игры показали, что советским футболистам ещё много предстоит освоить в футбольной технике и научно-методической работе.

## Достижения
- Исидро Лангара забивал в каждом матче. Всего на его счету 17 голов из 32.
- Баски пробивали только один пенальти, их соперники — четыре (один не забили).
- Тбилисцы Дорохов и Шавгулидзе провели против басков по 3 матча, выступая (формально) каждый раз в новой команде.

## Факты
- Многие из испанских футболистов во время турне играли на фоне колоссального эмоционального стресса, поскольку потеряли близких людей в Гражданской войне. В частности:
  - после приезда в Москву Исидро Лангара узнал, что его родители погибли.
  - перед игрой с «Динамо» вратарь Грегорио Бласко узнал, что в предместье Бильбао франкисты убили отца, мать и его двоих детей.
- Сборная Басконии была первой зарубежной высококлассной футбольной командой, приехавшей в СССР и показавшей насколько велик разрыв советского и мирового футбола.
- Баски применяли систему «дубль-ве» только в нападении. Отличительной особенностью нападения басков было резкое выдвижение вперед центрального нападающего (Лангары). В обороне они, как и советские футболисты, действовали с двумя защитниками и тремя полузащитниками.
  - Советские команды только в 1938 году начали использовать «дубль-ве». При этом первопроходцем в этом отношении выступило московское «Торпедо» и тренер Сергей Бухтеев.
- Несмотря на то, что самый высокий из басков Мугуэрса был всего ростом 178 см, все они безраздельно властвовали на «втором этаже», выигрывали все верховые единоборства[20].
- По заверению Михаила Якушина, в играх с басками «Динамо» столкнулось с такой жесткой игрой защитников (прежде всего — Аресу и Аэдо), которую прежде никто в СССР не вёл. Единственным исключением Якушин называл Константина Фомина, но он именно был исключением, выпадавшим из общего строя[11].
- Якушин также отмечал, что его потрясла игра Луиса Регейро, который «чувствовал себя по-свойски на любом участке поля»[21].
- Анатолий Акимов отмечал в мемуарах, что вратарь Грегорио Бласко не всегда овладевал мячом на выходах в борьбе с нападающим за верховой мяч, а применял удары кулаком. Этот вратарский прием советским вратарям известен не был[22].